# Paul Gross
Paul Michael Gross (Calgary, 30 aprile 1959) è un attore, regista e musicista canadese, noto soprattutto per il ruolo di Benton Fraser nella serie televisiva Due poliziotti a Chicago (1994-1999).

## Biografia
Figlio di un colonnello dell'esercito canadese, durante l'infanzia e la giovinezza soggiorna con la famiglia, seguendo gli spostamenti del padre, negli Stati Uniti, in Inghilterra e in Germania.
Debutta nella recitazione in età adolescenziale girando alcuni spot televisivi: nel 1980 lascia l'Università dell'Alberta al terzo anno (finirà gli studi successivamente) per dedicarsi al teatro. Durante gli anni ottanta partecipa a molti ruoli, soprattutto in opere di Shakespeare: nel 1985 è Romeo al Toronto Free Theatre  che gli fa guadagnare una nomination al Dora Mavor Moore Award, premio che si aggiudica tre anni dopo per l'interpretazione di Kenneth Pyper in Observe the Sons of Ulster Marching Towards the Somme dell'irlandese Frank McGuinness. Nel 2000 torna a teatro per recitare in Amleto.

## Carriera televisiva e regie
Dopo alcune partecipazioni minori in film e serie televisive trova la sua affermazione presso il grande pubblico nei 67 episodi di Due poliziotti a Chicago, serie creata da Paul Haggis, Premio Oscar nel 2006.
Nel 2002 debutta alla regia con la commedia Men With Brooms; nel 2008 la sua seconda prova registica, con il film di guerra Passchendaele, di cui è interprete, sceneggiatore e produttore.

## Vita privata
Sposato con l'attrice canadese Martha Burns dal 1988, la coppia ha due figli.

## Filmografia parziale
- Aspen - Sci estremo (Aspen Extreme), regia di Patrick Hasburgh (1993)
- Tales of the City - miniserie TV diretta da Alastair Reid, 6 episodi (1993)
- Due poliziotti a Chicago (Due South) - serie TV, 67 episodi (1994-1999)
- Slings and Arrows - serie TV, 18 episodi (2003-2006)
- Passchendaele (2008)
- Eastwick - serie TV, 12 episodi (2009-2010)
- La versione di Barney (Barney's Version), regia di Richard J. Lewis (2010)
- Django gunless (Gunless), regia di Whilliam Phillips (2010)
- Republic of Doyle - serie TV (2011)
- L'altra Grace (Alias Grace) – miniserie TV, 8 episodi (2017)
- L'ultimo brindisi (The Parting Glass), regia di Stephen Moyer (2018)
- Tales of the City – miniserie TV, 9 episodi (2019)

### Produttore
- Hobo with a Shotgun, regia di Jason Eisener (2011)

## Doppiatori italiani
Nelle versioni in italiano delle opere in cui ha recitato, Paul Gross è stato doppiato da:
- Adriano Giannini in Eastwick[5]